# روسفاين
رسواين (بالألمانية: Roßwein) هي بلدة ألمانية تقع في ألمانيا في ساكسونيا. يقدر عدد سكانها بـ 7,991 نسمة .

## المدن التوأمة
مدينة فرايبرغ آن در نكا هي مدينة توأمة لـرسواين.